# 26-я танковая бригада
26-я танковая бригада — танковая бригада Красной армии в годы Великой Отечественной войны. Сокращённое наименование — 26 тбр.

## Формирование и организация
26-я отдельная танковая бригада сформирована на основании Директивы Зам. НКО № 725444сс от 22.09.1941 г. в Горьковском АБТ Центре (Дзержинск). В октябре 1941 г. в состав бригады отправлено 16 линейных Т-34 и 13 Т-34 с радиостанцией производства СТЗ.
25 октября 1941 г. бригада убыла на Западный фронт и включена в состав 43-й армии. По другим данным 23-я, 26-я и 27-я танковые бригады были объединены в танковую группу генерал -лейтенанта Мишулина. По БССА в состав 43-й армии бригада включена в ноябре 1941 г.
1 февраля 1942 г. бригада вышла в резерв Ставки ВГК и направлена в Горький на доукомплектование. Директивой НКО № 724218сс от 31.03.1942 г. бригада включена в состав 2-го танкового корпуса и переведена на новые штаты.
Приказом НКО № 284 от 19 сентября 1943 г. преобразована в 58-ю гвардейскую танковую бригаду.

## Боевой и численный состав
Бригада формировалась по штатам № 010/75-010/83, 010/87 от 13.09.1941 г.:
- Управление бригады [штат № 010/75]
- Рота управления [штат № 010/76]
- Разведывательная рота [штат № 010/77]
- 26-й танковый полк [штат № 010/87] — два батальона
- Моторизованный стрелково-пулеметный батальон [штат № 010/79]
- Зенитный дивизион [штат № 010/80]
- Ремонтно-восстановительная рота [штат № 010/81]
- Автотранспортная рота [штат № 010/82]
- Медико-санитарный взвод [штат № 010/83]

Директивой НКО № 724218сс от 31.03.1942 г. переведена на штаты № 010/345-010/352 от 15.02.1942 г.:
- Управление бригады [штат № 010/345]
- 270-й отдельный танковый батальон [штат № 010/346]
- 282-й отдельный танковый батальон [штат № 010/346]
- Мотострелково-пулеметный батальон [штат № 010/347]
- Противотанковая батарея [штат № 010/348]
- Зенитная батарея [штат № 010/349]
- Рота управления [штат № 010/350]
- Рота технического обеспечения [штат № 010/351]
- Медико-санитарный взвод [штат № 010/352]

Директивой НКО УФ2/883 от 25.10.1942 г. бригада переведена на штаты № 010/270-010/277 от 31.07.1942:
- Управление бригады [штат № 010/270]
- 270-й отдельный танковый батальон [штат № 010/271]
- 282-й отдельный танковый батальон [штат № 010/272]
- Мотострелково-пулеметный батальон [штат № 010/273]
- Истребительно-противотанковая батарея [штат № 010/274]
- Рота управления [штат № 010/275]
- Рота технического обеспечения [штат № 010/276]
- Медико-санитарный взвод [штат № 010/277]

### Численный состав
| Дата          | Объединение   | Личный состав | Типы танков (исправных/неисправных) | Всего | Примечание                                                            |
| ------------- | ------------- | ------------- | ----------------------------------- | ----- | --------------------------------------------------------------------- |
| 25.10.1941    | ЗФ            | 1 628 человек | 4 КВ, 11 Т-34, 16 Т-60              | 31    | ЦАМО РФ. ф. 38, оп. 11373, д. 150                                     |
| 28.10.1941 г. | 43 А ЗФ       |               | 14 Т-34, 16 Т-60                    | 30    | Битва за Москву. с. 40; Красная Армия в победах и поражениях. С. 253  |
| 16.11.1941 г. |               |               | КВ-1, 9 Т-34, 20 лёгких танков      | 31    | Битва за Москву. с. 64; Красная Армия в победах и поражениях. С. 253. |
| 01.04.1942 г. | г. Горький    |               | 10 КВ, 16 Т-60, 3 Универсал         | 26    | ЦАМО РФ. ф. 38, оn. 11355. д. 890                                     |
| 17.04.1942 г. | БрФ           | 1 105 человек | 10 КВ, 20 Т-34, 16 Т-60             | 46    | ЦАМО РФ. ф. 38, оп. 11373, д. 150                                     |
| 11.07.1943 г. | 2 тк 5 гв. ТА |               | 1/7 Т-34 (7 — в ремонте), 33/2 Т-70 | 53    | Красная Армия в победах и поражениях. С. 253                          |
| 20.12.1942 г. | 2 тк, ЮЗФ     | 1 058 человек | 2 Т-34, 21 Т-70                     | 53    | ЦАМО РФ. ф. 38, оп. 11373, д. 150                                     |

## Подчинение
Периоды вхождения в состав Действующей армии:
- с 26.10.1941 по 05.02.1942 года
- с 03.05.1942 по 29.10.1942 года
- с 22.12.1942 по 19.09.1943 года

| Дата          | Фронт (округ)             | Армия                 | Корпус                          | Дивизия | Бригада | Примечания |
| ------------- | ------------------------- | --------------------- | ------------------------------- | ------- | ------- | ---------- |
| 01.10.1941 г. | МВО                       | -                     | -                               |         |         |            |
| 01.11.1941 г. | Западный фронт            | -                     | -                               |         |         |            |
| 01.12.1941 г. | Западный фронт            | 43-я армия            | -                               |         |         |            |
| 01.01.1942 г. | Западный фронт            | 43-я армия            | -                               |         |         |            |
| 01.02.1942 г  | Западный фронт            | 43-я армия            | -                               |         |         |            |
| 01.03.1942 г  | МВО                       | -                     | -                               |         |         |            |
| 01.04.1942 г. | МВО                       | -                     | -                               |         |         |            |
| 01.05.1942 г. | РВГК                      | -                     | 2-й танковый корпус             |         |         |            |
| 01.06.1942 г. | Брянский фронт            | -                     | 2-й танковый корпус             |         |         |            |
| 01.07.1942 г. | Брянский фронт            | 5-я танковая армия    | 2-й танковый корпус             |         |         |            |
| 01.08.1942 г. | Брянский фронт            | -                     | 2-й танковый корпус             |         |         |            |
| 01.09.1942 г. | Юго-Восточный фронт       | 62-я армия            | 2-й танковый корпус             |         |         |            |
| 01.10.1942 г. | Сталинградский фронт      | -                     | 2-й танковый корпус             |         |         |            |
| 01.11.1942 г. | Приволжский военный округ | -                     | 2-й танковый корпус             |         |         |            |
| 01.12.1942 г. | Приволжский военный округ | -                     | 2-й танковый корпус             |         |         |            |
| 01.01.1943 г  | Юго-Западный фронт        | -                     | 2-й танковый корпус             |         |         |            |
| 01.02.1943 г  | Юго-Западный фронт        | 3-я Гвардейская армия | 2-й танковый корпус             |         |         |            |
| 01.03.1943 г. | Юго-Западный фронт        |                       | 2-й танковый корпус             |         |         |            |
| 01.04.1943 г. | Юго-Западный фронт        |                       | 2-й танковый корпус             |         |         |            |
| 01.05.1943 г. | Юго-Западный фронт        |                       | 2-й танковый корпус             |         |         |            |
| 01.06.1943 г. | Юго-Западный фронт        |                       | 2-й танковый корпус             |         |         |            |
| 01.07.1943 г  | Юго-Западный фронт        |                       | 2-й танковый корпус             |         |         |            |
| 01.08.1943 г. | Воронежский фронт         |                       | 2-й танковый корпус             |         |         |            |
| 01.09.1943 г. | Воронежский фронт         | 40-я армия            | 2-й танковый корпус             |         |         |            |
| 01.10.1943 г. | Воронежский фронт         | 40-я Армия            | 8-й гвардейский танковый корпус |         |         |            |

## Командование

### Командиры бригады
- Левский, Михаил Ильич, полковник , 28.09.1941 — 15.11.1941 года. (15.11.1941 года погиб в бою — ОБД)[1]
- Бурдов, Денис Максимович, полковник, ид, 15.11.1941 — 22.03.1942 года,[2]
- Бурдов, Денис Максимович, полковник, 22.03.1942 — 08.07.1942 года.
- Пискарев, Пётр Васильевич, подполковник, с 26.02.1943 полковник, 08.07.1942 — 19.09.1943 года.[3]

### Начальники штаба бригады
- Гринберг Василий Яковлевич, подполковник, 06.11.1941 — 15.11.1941 года (пропал без вести 15.11.1941 — ОБД).[4]
- Калинин, Пётр Иванович, майор, 00.11.1941 — 06.12.1941 года.[5]
- Новосёлов, Иван Афанасьевич, майор. 06.12.1941 — 14.01.1942 года.
- Михайлушкин, Пётр Васильевич, майор,14.01.1942 — 12.04.1942 года.
- Пискарёв Пётр Васильевич, капитан, 12.04.1942 — 08.07.1942 года.
- Андрианов Александр Иванович, капитан 08.07.1942 — 29.08.1942 года (тяжело ранен 24.08.1942 — ПН).
- Глинка Степан Григорьевич, капитан, 29.08.1942 — 18.12.1942 года.
- Лукьянов Андрей Иванович, подполковник, 18.12.1942 — 07.03.1943 года.
- Ноземцев Андрей Гаврилович, майор, 07.03.1943 — 24.08.1943 года.
- Лукин Фёдор Яковлевич, майор, 24.08.1943 — 23.09.1943 года.

### Заместитель командира бригады по строевой части
- Бурдов, Денис Максимович, полковник, 00.09.1941 — 15.11.1941 года.
- Калинин Иван Петрович, майор, 00.11.1941 — 09.12.1941 года.
- Бородавкин, Василий Константинович, подполковник, 00.02.1942 — 00.07.1942 года.
- Филатов Василий Романович, майор, до 07.08.1942 года
- Ноземцев Андрей Гаврилович, майор, 24.08.1943 — ???

### Начальник политотдела, заместитель командира по политической части
- Дашкин Амерхан Шайхлисламович, полковой комиссар, 27.09.1941 — 15.11.1941 года.
- Таксар Николай Иванович, батальон. комиссар, 15.11.1941 — 29.11.1941 года.
- Алексеев, Михаил Иванович, ст. батальон. комиссар, с 07.01.1942 полковой комиссар, 29.11.1941 — 10.08.1942 года.
- Гейлер, Муня Хаскелевич, ст. батальон. комиссар, с 11.01.1943 подполковник, 10.08.1942 — 16.06.1943 года.

## Память
Наименование 26-й танковой бригады указано на мемориальной стеле памятника советским воинам, погибшим в боях с немецко-фашистскими захватчиками за Малоярославец в 1941 году.